# Пан Тхэ Хён
Пан Тхэ Хён (кор. 방태현; род. 15 апреля 1983, Южная Корея) — южнокорейский боец смешанного стиля, представитель лёгкой весовой категории. Выступает на профессиональном уровне начиная с 2004 года, известен по участию в турнирах таких бойцовских организаций как UFC, Deep, World Victory Road, M-1 Global, владел титулом чемпиона Deep в лёгком весе.

## Биография
Пан Тхэ Хён родился 15 апреля 1983 года в Южной Корее. С 12 лет серьёзно занимался борьбой, затем работал механиком в гольф-клубе, а в 2003 году решил стать профессиональным бойцом ММА.

### Начало профессиональной карьеры
Дебютировал в смешанных единоборствах на профессиональном уровне в июле 2004 года, выиграв у своего соперника единогласным решением судей. Начинал карьеру в небольшом корейском промоушене G5, одержал здесь пять побед и потерпел два поражения. В 2005 году перешёл в другую корейскую организацию Neo Fight, где выиграл четыре поединка и один проиграл.
В период 2007—2010 годов дрался преимущественно на территории Японии. В частности, провёл шесть боёв в японской организации Deep и в итоге завоевал титул чемпиона в лёгкой весовой категории, отправил в нокаут действующего чемпиона японца Кадзунори Ёкоту. Выступил на двух турнирах крупного промоушена World Victory Road, встретившись с такими известными бойцами как Таканори Гоми и Хорхе Масвидаль, тем не менее, обоим он уступил по очкам. Позже выиграл бой на турнире российской организации M-1 Global и проиграл поединок на дебютном турнире новообразованного корейского промоушена Road FC.

### Ultimate Fighting Championship
Имея в послужном списке 16 побед и 7 поражений, Пан привлёк к себе внимание крупнейшей бойцовской организации мира Ultimate Fighting Championship и дебютировал здесь в январе 2014 года — проиграл единогласным судейским решением россиянину Майрбеку Тайсумову.
В следующем поединке в UFC встретился с представителем Канады Кайаном Джонсоном, нокаутировал его в третьем раунде, получив бонусы за лучшее выступление вечера и лучший бой вечера.
В 2015 году провёл в UFC два боя, проиграл сдачей Джону Таку и выиграл раздельным решением судей у Лео Кунца.
Последний раз выходил в октагон в сентябре 2016 года, уступив решением немцу Нику Хайну. После этого поражения он ещё довольно долго оставался на контракте организации, однако боёв больше не проводил. В октябре 2017 года контракт с ним был прекращён.

## Статистика в профессиональном ММА
| Боёв 28  | Побед 18 | Поражений 10 |
| -------- | -------- | ------------ |
| Нокаутом | 9        | 0            |
| Сдачей   | 0        | 3            |
| Решением | 9        | 7            |

| Результат | Рекорд | Соперник          | Способ                  | Турнир                                                  | Дата            | Раунд | Время | Место                       | Примечание                                    |
| --------- | ------ | ----------------- | ----------------------- | ------------------------------------------------------- | --------------- | ----- | ----- | --------------------------- | --------------------------------------------- |
| Поражение | 18-10  | Ник Хайн          | Единогласное решение    | UFC Fight Night: Arlovski vs. Barnett                   | 3 сентября 2016 | 3     | 5:00  | Гамбург, Германия           |                                               |
| Победа    | 18-9   | Лео Кунц          | Раздельное решение      | UFC Fight Night: Henderson vs. Masvidal                 | 28 ноября 2015  | 3     | 5:00  | Сеул, Южная Корея           |                                               |
| Поражение | 17-9   | Джон Так          | Сдача (удушение сзади)  | UFC Fight Night: Edgar vs. Faber                        | 16 мая 2015     | 1     | 3:56  | Пасай, Филиппины            |                                               |
| Победа    | 17-8   | Кайан Джонсон     | KO (удар рукой)         | UFC 174                                                 | 14 июня 2014    | 3     | 2:01  | Ванкувер, Канада            | Лучшее выступление вечера. Лучший бой вечера. |
| Поражение | 16-8   | Майрбек Тайсумов  | Единогласное решение    | UFC Fight Night: Saffiedine vs. Lim                     | 4 января 2014   | 3     | 5:00  | Марина-Бэй, Сингапур        |                                               |
| Победа    | 16-7   | Хван Джу Дон      | TKO (удары руками)      | Top FC: Original                                        | 29 июня 2013    | 2     | 0:00  | Сеул, Южная Корея           |                                               |
| Поражение | 15-7   | Дайсукэ Ханадзава | Сдача (удушение сзади)  | Road FC 1: The Resurrection of Champions                | 23 октября 2010 | 1     | 2:54  | Сеул, Южная Корея           |                                               |
| Победа    | 15-6   | Камерон Силва     | TKO (удары руками)      | M-1 Selection 2010: Asia Finals                         | 3 июля 2010     | 1     | 3:02  | Токио, Япония               |                                               |
| Поражение | 14-6   | Хорхе Масвидаль   | Единогласное решение    | World Victory Road Presents: Sengoku 6                  | 1 ноября 2008   | 3     | 5:00  | Сайтама, Япония             |                                               |
| Поражение | 14-5   | Таканори Гоми     | Единогласное решение    | World Victory Road Presents: Sengoku 4                  | 24 августа 2008 | 3     | 5:00  | Сайтама, Япония             |                                               |
| Победа    | 14-4   | Кадзунори Ёкота   | KO (удары руками)       | Deep 35: Impact                                         | 19 мая 2008     | 1     | 3:38  | Токио, Япония               | Выиграл титул чемпиона Deep в лёгком весе.    |
| Победа    | 13-4   | Луис Андраде I    | Единогласное решение    | Deep: clubDeep Tokyo                                    | 29 марта 2008   | 2     | 5:00  | Токио, Япония               |                                               |
| Победа    | 12-4   | Дзютаро Накао     | TKO (удары руками)      | Deep 33: Impact                                         | 12 декабря 2007 | 2     | 1:15  | Токио, Япония               |                                               |
| Победа    | 11-4   | Ёсихиро Томиока   | Единогласное решение    | Deep 32: Impact                                         | 9 октября 2007  | 2     | 5:00  | Токио, Япония               |                                               |
| Победа    | 10-4   | Наоки Мацусита    | Единогласное решение    | Deep: CMA Festival 2                                    | 23 июля 2007    | 2     | 5:00  | Токио, Япония               |                                               |
| Поражение | 9-4    | Сэити Икэмото     | Единогласное решение    | Deep 30: Impact                                         | 8 июля 2007     | 3     | 5:00  | Осака, Япония               |                                               |
| Поражение | 9-3    | Ким Ён Ман        | Единогласное решение    | NF: Neo Fight 11                                        | 14 апреля 2007  | 2     | 5:00  | Сеул, Южная Корея           |                                               |
| Победа    | 9-2    | Малик Мараи       | Единогласное решение    | NF: Neo Fight 11                                        | 14 апреля 2007  | 2     | 5:00  | Сеул, Южная Корея           |                                               |
| Победа    | 8-2    | Юн Сун Мён        | Единогласное решение    | NF: Neo Fight 8                                         | 15 августа 2006 | 3     | 5:00  | Пусан, Южная Корея          |                                               |
| Победа    | 7-2    | Ян Кён            | KO (летучее колено)     | NF: Neo Fight 6, Day 2                                  | 3 октября 2005  | 2     | 0:34  | Чхунчхон-Пукто, Южная Корея |                                               |
| Победа    | 6-2    | Сун Ян Хун        | Единогласное решение    | NF: Neo Fight 6, Day 2                                  | 3 октября 2005  | 3     | 5:00  | Чхунчхон-Пукто, Южная Корея |                                               |
| Победа    | 5-2    | Луис Чарнески     | TKO (удары руками)      | G5: Gimme Five                                          | 15 января 2005  | 1     | 2:32  | Сеул, Южная Корея           |                                               |
| Поражение | 4-2    | Ли Джон Хо        | Сдача (рычаг локтя)     | G5: Yungjin Pharm Middleweight Tournament Quarterfinals | 6 декабря 2004  | 1     | 1:42  | Сеул, Южная Корея           |                                               |
| Победа    | 4-1    | Ким Хэ Вон        | Единогласное решение    | G5: Yungjin Pharm Middleweight Tournament Second Round  | 26 ноября 2004  | 3     | 5:00  | Сеул, Южная Корея           |                                               |
| Победа    | 3-1    | Ким Сун Чу        | KO (удары руками)       | G5: Yungjin Pharm Middleweight Tournament Opening Round | 12 ноября 2004  | 1     | 0:47  | Сеул, Южная Корея           |                                               |
| Победа    | 2-1    | Мин Кван Сик      | TKO (остановлен врачом) | G5: Gimme Five                                          | 16 октября 2004 | 2     | 1:25  | Сеул, Южная Корея           |                                               |
| Поражение | 1-1    | Мён Кё Юн         | Единогласное решение    | G5: Motorola Middleweight Tournament Opening Round      | 20 августа 2004 | 3     | 5:00  | Сеул, Южная Корея           |                                               |
| Победа    | 1-0    | Чан Мин О         | Единогласное решение    | G5: Gimme Five                                          | 17 июля 2004    | 3     | 5:00  | Сеул, Южная Корея           |                                               |